# Paul Mathias Padua
Paul Mathias Padua (* 15. November 1903 in Salzburg, Österreich-Ungarn; † 22. August 1981 in Rottach-Egern) war ein deutscher Maler. Er fühlte sich der Tradition des von Adolf Hitler sehr geschätzten Realisten Wilhelm Leibl verpflichtet und war in der Zeit des Nationalsozialismus als Künstler ausgesprochen erfolgreich.

## Leben
Paul Mathias Padua wurde zwar in Salzburg geboren, wuchs aber in ärmlichen Verhältnissen bei seinen Großeltern im niederbayrischen Geiselhöring und Straubing auf. Im Alter von neun Jahren verlor er seinen Vater. Später zog es Padua nach Murnau und München. Padua brach seine akademische Ausbildung frühzeitig ab und konzentrierte sich auf seine Malerei. Paduas Frühwerk ist im Wesentlichen durch die Arbeiten des Malers Wilhelm Leibl beeinflusst, sein späteres Werk wurde zunehmend durch die Neue Sachlichkeit geprägt. 1922 wurde Padua Mitglied in der Münchner Künstlervereinigung. In den Folgejahren wurden Paduas Bilder regelmäßig ausgestellt. 1928 erhielt er den Georg-Schicht-Preis und 1930 den Albrecht-Dürer-Preis der Stadt Nürnberg. In den 1930er Jahren nahm Paduas Bekanntheit zu, so dass er auf zahlreichen Reisen auch außerhalb der Region München und im europäischen Ausland ausstellte.
Paduas Karriere als junger, der traditionellen Kunst zugewandter Künstler war eher ungewöhnlich, da er keine abgeschlossene akademische Ausbildung genossen hatte. Er wurde im Dritten Reich als Künstler anerkannt und war auf den Großen Deutschen Kunstausstellungen 1938–1944 im Haus der Deutschen Kunst zu München mit 23 Werken, darunter Stillleben und weibliche Akte, vertreten. 1937 und 1940 erhielt er den Lenbachpreis der Stadt München für Porträts (1937/Clemens Krauss) und 1938 den Preis für das schönste Kinderporträt. Unter den Porträtierten finden sich Franz Lehár und Gerhart Hauptmann1938 schuf er die Freskenmalerei (Bauern in der Tracht ihrer Heimatregion im bairischen Oberland) an der Schauseite der Weilheimer Hochlandhalle, einer 1937/38 errichteten Viehversteigerungshalle, die der Stadt Weilheim seither auch als Veranstaltungshalle dient und die 2017 als Einzeldenkmal in die Denkmalliste des Bayerischen Landesamtes für Denkmalschutz aufgenommen wurde.
Zu Beginn des Zweiten Weltkriegs wurde Padua in eine Propagandakompanie als Kriegsmaler eingezogen. Nach einer leichten Verwundung während des Westfeldzuges wurde er im Mai 1940 zurück nach Deutschland geschickt. Bis 1943 malte er einige der bekanntesten Bilder der deutschen NS-Propagandakunst, etwa „Der Führer spricht“, in dem Adolf Hitler als Inbegriff der nationalsozialistischen Religionsauffassung propagiert wird. Das Gemälde „Der 10. Mai 1940“, das den Beginn des Westfeldzuges heroisiert, orientiert sich stilgeschichtlich am Realismus des 19. Jahrhunderts und stellt kunstpolitisch Volksgemeinschaft und Führerprinzip dar. 1943 war Padua mit drei Werken in der Ausstellung „Junge Kunst im Deutschen Reich“ im Künstlerhaus Wien vertreten. Darunter „Stilleben mit Fleisch“, „Stilleben mit Blumen“ und „Blumenstand“. 1943 zog Padua nach St. Wolfgang in Österreich. Bei der Ausstellung Deutsche Künstler und die SS 1944 in Salzburg wurde von ihm das Bild „Der Urlauber“ ausgestellt. Padua stand 1944 in der Gottbegnadeten-Liste des Reichsministeriums für Volksaufklärung und Propaganda.
Über seine Entnazifizierung in Österreich ist nichts bekannt. 1951 kehrte Padua nach Deutschland zurück. Er erwarb von Else Pfeifer (1879–1962), der Witwe von Max Pfeifer (1875–1942) – Sohn des Zuckerindustriellen (Pfeifer & Langen) Valentin Pfeifer – ein Haus in Rottach-Egern. Hier im Tegernseer Tal eröffnete er dann seine eigene „Galerie am See“. Als Portraitmaler malte er Friedrich Flick und Helmut Horten, Makarios III., Otto Hahn, Herbert von Karajan, Josef Ertl und Franz Josef Strauß. Ab 1960 reiste Padua regelmäßig nach Portugal in das Fischerstädtchen Nazaré. Er starb am 22. August 1981 in Rottach-Egern an den Folgen eines Gehirnschlags, hier ist er auf dem Friedhof an der evangelischen Auferstehungskirche bestattet.

## Ausstellungen (Auswahl)
- 1924: Münchener Kunstausstellung im Glaspalast
- 1925: Münchener Kunstausstellung im Glaspalast
- 1927: Münchener Kunstausstellung im Glaspalast
- 1930: Deutsche Kunstausstellung München im Glaspalast
- 1931: Münchener Kunstausstellung im Glaspalast
- 1932: Kunstausstellung München im Deutschen Museum (Bibliotheksbau)
- 1934: Große Münchener Kunstausstellung in der Neuen Pinakothek
- 1935: Münchener Künstler. Preußische Akademie der Künste in Berlin
- 1935: Münchener Kunst, Sonderausstellungen in der Neuen Pinakothek in München
- 1935: Große Münchener Kunstausstellung. Neue Pinakothek.
- 1935: Kunstschau Deutsche Meister. Städtisches Ausstellungsgebäude Mathildenhöhe
- 1936: Heroische Kunst. Städtische Galerie im Lenbachhaus in München
- 1936: Die Straßen Adolf Hitlers. München
- 1937: Tierkunst-Ausstellung. Ausstellungsgebäude Tiergartenstraße
- 1937: Figur und Komposition im Bild und an der Wand. Neue Pinakothek in München
- 1937: Münchener Jahresausstellung. Neue Pinakothek in München
- 1937: Von deutscher Art. Kunstausstellung Baden-Baden. Ausstellungsgebäude Lichtentaler Allee
- 1936: Bildnisse deutscher Männer, Goldschmiedekunst, Liebesringe. Haus der Kunst in Berlin
- 1938: Kunsthalle Hamburg
- 1938: Deutsche Maler der Gegenwart. Haus der Kunst in Heidelberg
- 1938: Große Deutsche Kunstausstellung im Haus der Deutschen Kunst zu München
- 1938: Münchener Kunstausstellung. Maximilianeum
- 1939: Münchener Kunstausstellung. Maximilianeum
- 1939: Der Bauer und seine Welt. Museum der bildenden Künste in Leipzig
- 1939: Große Deutsche Kunstausstellung im Haus der Deutschen Kunst zu München
- 1940: Große Deutsche Kunstausstellung im Haus der Deutschen Kunst zu München
- 1940: Münchener Kunstausstellung. Maximilianeum
- 1940: Große Berliner Kunstausstellung im Haus der Kunst in Berlin
- 1941: Münchener Kunstausstellung. Maximilianeum
- 1941: Große Deutsche Kunstausstellung im Haus der Deutschen Kunst zu München
- 1942: Große Deutsche Kunstausstellung im Haus der Deutschen Kunst zu München
- 1942: Große Berliner Kunstausstellung in der Nationalgalerie
- 1943: Künstler der Gegenwart in Bildnissen der Malerei und Plastik. Städtisches Moritzburg-Museum
- 1943: Münchener Künstler der Gegenwart. Köln
- 1943: Ausstellung „Junge Kunst im Deutschen Reich“ im Wiener Künstlerhaus
- 1943: Große Deutsche Kunstausstellung im Haus der Deutschen Kunst zu München
- 1944: Große Deutsche Kunstausstellung im Haus der Deutschen Kunst zu München
- 1944: Deutsche Künstler und die SS 1944 in Salzburg

## Auszeichnungen
- 1928: Georg-Schicht-Preis für das schönste deutsche Frauenbildnis
- 1930: Albrecht-Dürer-Preis
- 1935: Preis für das beste deutsche Männerbildnis
- 1937: Lenbach-Preis
- 1938: 1. Preis für das schönste Kinderbildnis
- 1940: Lenbach-Preis